# Gare de Oued Zitoun
La gare de Oued Zitoun est une gare ferroviaire algérienne située sur le territoire de la commune de Sabra, dans la wilaya de Tlemcen.

## Situation ferroviaire
La gare se situe sur la ligne de Tabia à Akid Abbes où elle est précédée de la gare d'Ouled Benziane et suivie de celle de Sabra.
| \| Tlemcen Ghazaouet Akid Abbes Maghnia Oued Zitoun Sabra Tabia \| Localisation de la gare de Oued Zitoun dans la wilaya de Tlemcen. |
| Tlemcen Ghazaouet Akid Abbes Maghnia Oued Zitoun Sabra Tabia                                                                         |

## Service des voyageurs

### Dessertes
La gare de Oued Zitoun est desservie par les trains régionaux de la liaison Tlemcen - Maghnia.